# The Best Of Del Tha Funkee Homosapien: The Elektra Years
A The Best of Del tha Funkee Homosapien: Az Elektra Years című válogatásalbum az amerikai Del Tha Funkee Homo Sapien válogatásalbuma, melyet az Elektra Records kiadó jelentetett meg. Az album a csapat első két stúdióalbumának anyagaiból áll, melyet a kiadó azután jelentetett meg, hogy a csapattal a kiadó megszüntette a szerződését. A csapat frontembere Del nem volt megelégedve az anyaggal, mivel az ő tudta nélkül jelent meg a lemez, főleg azért, hogy a kiadó profitáljon belőle.

## Számlista
| #  | Dal                                                              | Idő  |
| -- | ---------------------------------------------------------------- | ---- |
| 1  | "Mistadobalina"                                                  | 4:19 |
| 2  | "Made In America (SD50 B Boy Mix)"                               | 3:11 |
| 3  | "Dr. Bombay"                                                     | 4:44 |
| 4  | "Wrong Place (Casual Remix)"                                     | 4:57 |
| 5  | "Wack M.C.'s"                                                    | 3:38 |
| 6  | Ahonetwo, Ahonetwo (Remix)"                                      | 3:42 |
| 7  | "Catch A Bad One (Remix)"                                        | 4:08 |
| 8  | "Sleepin' On My Couch"                                           | 3:21 |
| 9  | "Eye Examination"                                                | 3:48 |
| 10 | "Burnt" (featuring Hieroglyphics)                                | 4:10 |
| 11 | "Missing Link" (featuring Dinosaur Jr.)                          | 3:58 |
| 12 | "The Undisputed Champs" (featuring Q-Tip, Pep Love, and Jay-Biz) | 4:14 |
| 13 | "Hoodz Come in Dozens (SD50 Remix)"                              | 3:04 |
| 14 | "Mistadobalina (Remix)"                                          | 3:59 |
| 15 | "Ahonetwo, Ahonetwo"                                             | 2:48 |
| 16 | "Dr. Bombay (Remix)"                                             | 3:21 |

## Felhasznált zenei alapok
Az Eye Examination című dalhoz az alábbi zenei alapot használták fel: 
- "White Rabbit"  Jefferson Airplane

A Mistadobalina című dalhoz az alábbi zenei alapot használták fel: 
- "Zilch"  The Monkees